# Tiny Toon Adventures: Buster Saves the Day
Tiny Toon Adventures: Buster Saves the Day foi o primeiro lançamento de um jogo da série Tiny Toon Adventures lançado para o Game Boy Color da empresa japonesa Nintendo na América do Norte em 27 de julho de 2001. O jogo foi desenvolvido pela Warthog e publicado pela Conspiracy Entertainment.